# Dannemoine
Dannemoine es una localidad y comuna francesa situada en la región de Borgoña, departamento de Yonne, en el distrito de Avallon y cantón de Tonnerre.

## Demografía
| 991 | 740 | 759 | 728 | 664 | 690 | 636 | 651 | 597 | 611 | 614 | 586 | 600 | 576 | 603 | 556 | 510 | 450 | 434 | 418 | 404 | 413 | 383 | 355 | 355 | 405 | 410 | 371 | 348 | 326 | 360 | 416 | 425 |
| Para los censos de 1962 a 1999 la población legal corresponde a la población sin duplicidades (Fuente: INSEE [Consultar]) |     |     |     |     |     |     |     |     |     |     |     |     |     |     |     |     |     |     |     |     |     |     |     |     |     |     |     |     |     |     |     |     |